# Mariana Herrera Piñero
Mariana Herrera Piñero (Buenos Aires; 1962) es una genetista, investigadora y docente universitaria argentina especializada en genética molecular, desde 1993 trabaja en organismos nacionales para la identificación de personas, en donde defiende la política de memoria, justicia e identidad. Es conocida por ser una de las fundadoras de la Sociedad Argentina de Genética Forense en donde también fue presidente.

## Biografía

### Estudios
Estudió la licenciatura en ciencias biológicas en la Universidad de Buenos Aires, también realizó su doctorado en Ciencias Biológicas dentro de la facultad de Ciencias Exactas y Naturales con especialidad en genética molecular y forense.

### Carrera
Trabajó en el servicio de Inmunogenética del Hospital de Clínicas de San Martín, estuvo a cargo de la dirección técnica del laboratorio de diagnóstico Biología Molecular Diagnóstica. Su trabajo en el sistema investigación lo desarrolló en el Consejo Nacional de Investigaciones Científicas y Técnicas de la Argentina CONICET, en esa época estuvo afiliada al Ministerio de Ciencia Tecnología e Innovación Productiva. Desde 1993 trabaja en organismos nacionales para la identificación de personas. En 2015, el Ministerio de Ciencia, Tecnología e Innovación la designó directora general del Banco Nacional de Datos Genéticos (BNDG), en reemplazo de Belén Rodríguez Cardozo.
Es especialista en genética molecular del área de Genética Humana de la Sociedad Argentina de Genética y Especialista en Genética Forense por la Sociedad Argentina de Genética Forense SAGF. Durante su laborar como directora del Banco Nacional ha realizado varios análisis como la genotipificación de STR, secuenciación del ADN mitocondrial (ADNmt) y la haplotipificación del cromosoma Y para el ingreso de perfiles de más de 300 familias en una base de datos.
Es una de las fundadoras de la Sociedad Argentina de Genética Forense en donde también fue presidenta, también es integrante del GEP de International Society of Forensic Genetics.

Cuando uno no devuelve una identidad, ese delito se sigue perpetuando y eso genera la conciencia de que no se puede cerrar el capítulo de una dictadura. No es el pasado, es un presente permanente y vivo.
Mariana Herrera Piñeiro

Impulsa la investigación y desarrollo de la ciencia aplicada a los derechos humanos, sus aportaciones al Derecho a la Identidad la han llevado a ser un referente en este campo.
Desde 2023 trabaja en una norma a nivel iberoamericano, para compartir perfiles genéticos, argumentando que la trata de personas atraviesa fronteras. Su trabajo la ha llevado a realizar colaboraciones con los gobiernos de Colombia, Perú y El Salvador en materia de identificación de personas y asesoramientos.
Herrera Piñero también ha ejercido como tutora de tesis doctorales y de licenciaturas y ha publicado diversidad de artículos en el campo científico.